# Franz Reichelt
Franz Reichelt (Wegstädtl, 16 de outubro de 1878 – Paris, 4 de fevereiro de 1912), foi um alfaiate e inventor austríaco naturalizado francês, famoso por ter sua morte acidental registrada em filme.

## Vida, morte e legado
Conhecido como "o alfaiate voador", Franz Reichelt criou um traje para voar ou flutuar levemente até o solo, como o moderno pára-quedas. Para demonstrar sua invenção, ele pulou do primeiro pavimento da Torre Eiffel, na época a estrutura mais alta do mundo, de uma altura de 60 metros. A invenção falhou e Reichelt caiu para sua morte. Registrada pelas câmeras da imprensa reunida, a queda abriu um considerável buraco no solo, mas não foi o que realmente o matou. A autópsia do corpo mostrou que Reichelt sofreu um ataque cardíaco, morrendo antes mesmo de tocar no solo.
A vida do alfaite voador foi contada num curta-metragem de Pablo Lopez Paredes, Le Tailleur Autrichien (O Alfaiate Austríaco), realizado em 1913. Trechos do filme com a morte de Franz Reichelt aparecem ainda no documentário Nós que Aqui Estamos por Vós Esperamos (1998), de Marcelo Masagão.